# سول كاليبر 4
لعبة سول كاليبر 4 (ソウルキャリバーIV Sōrukyaribā Fō) هي لعبة فيديو من نوع مبارزة وقتال تلعب بين شخصين، أنتجت سنة 2008 من قبل بانداي نامكو إنترتينمنت، وتعمل لنظامي بلاي ستيشن 3 وإكس بوكس 360، سول كاليبر 4 هي الجزء السادس من سلسلة سول كاليبر.

## استقبال
| استقبال |           |
| --- | --------- |
| الدرجات الإجمالية المجموع نقاط غيم رانكينغز 84.59% [ 1 ] ميتاكريتيك 85/100 [ 2 ] نتائج المراجعة نشرة نقاط 1أب.كوم A [ 3 ] إلكترونك غيمينغ مونثلي 88.3% [ 4 ] غيم ريفولوشن 83% [ 5 ] غيم سبوت 8.5 of 10 [ 6 ] غيم سباي 4.5 of 5 [ 7 ] آي جي إن 8.7 of 10 [ 8 ] مجلة بلاي ستيشن الرسمية (المملكة المتحدة) 10/10 إكس-بلاي 4 of 5 [ 9 ] |           |
| الدرجات الإجمالية |           |
| المجموع | نقاط      |
| غيم رانكينغز | 84.59%    |
| ميتاكريتيك | 85/100    |
| نتائج المراجعة |           |
| نشرة | نقاط      |
| 1أب.كوم | A         |
| إلكترونك غيمينغ مونثلي | 88.3%     |
| غيم ريفولوشن | 83%       |
| غيم سبوت | 8.5 of 10 |
| غيم سباي | 4.5 of 5  |
| آي جي إن | 8.7 of 10 |
| مجلة بلاي ستيشن الرسمية (المملكة المتحدة) | 10/10     |
| إكس-بلاي | 4 of 5    |

## روابط خارجية
- الموقع الرسمي
 باللغة اليابانية
- Soulcalibur IV at NamcoBandai.com
- Soulcalibur IV at MobyGames
- Soulcalibur IV at IMDb

1. ↑  "SoulCalibur IV for PlayStation 3 - GameRankings". www.gamerankings.com. مؤرشف من الأصل في 2022-05-22.
2. ↑  "SoulCalibur IV". Metacritic. مؤرشف من الأصل في 2023-02-03.
3. ↑  "Soul Calibur 4 (Xbox 360)". 1UP.com. مؤرشف من الأصل في 2011-08-11. اطلع عليه بتاريخ 2008-07-29.
4. ↑  "SoulCalibur IV for Xbox 360". GameRankings. 29 يوليو 2008. مؤرشف من الأصل في 2022-05-22. اطلع عليه بتاريخ 2012-02-11.
5. ↑  "Soul Calibur IV Review - GameRevolution". مؤرشف من الأصل في 2022-05-22.
6. ↑  "Soulcalibur IV Review". GameSpot. مؤرشف من الأصل في 2022-05-22. اطلع عليه بتاريخ 2008-08-03.
7. ↑  "Gamespy: Soulcalibur IV Review". مؤرشف من الأصل في 2022-12-05.
8. ↑  "IGN: Soulcalibur IV Review". 28 يوليو 2008. مؤرشف من الأصل في 2023-04-23.
9. ↑  "X-Play Soul Calibur 4 review". مؤرشف من الأصل في 2008-11-22. اطلع عليه بتاريخ 2008-08-05.